# N359 (België)
De N359 is een gewestweg in de Belgische provincie West-Vlaanderen. De weg verbindt Heist met Knokke, beide deelgemeenten van Knokke-Heist. De weg heeft een totale lengte van ongeveer 3 kilometer.

## Traject
De N359 loopt de eerste kilometer parallel met de N34, om vervolgens meer parallel te lopen met de spoorlijn 51B tot aan de grote ovonde waar de N49 Knokke binnenkomt.